# Ausa (Stadt)
Ausa (Marathi औसा) ist eine Stadt (Municipal Council) mit rund 45.000 Einwohnern im Distrikt Latur im indischen Bundesstaat Maharashtra.

## Lage und Klima
Die Stadt Ausa liegt etwa 20 km (Fahrtstrecke) südwestlich der Distrikthauptstadt Latur in einer Höhe von ca. 635 m; die Küstenmetropole Mumbai ist rund 500 km in westlicher Richtung entfernt. Das Klima ist meist trocken und warm; Regen fällt eigentlich nur während der Monsunzeit.

## Bevölkerung
| Jahr      | 1991   | 2001   | 2011   |
| Einwohner | 23.246 | 30.876 | 36.118 |

Gut 52,5 % der Stadtbevölkerung sind Hindus, gut 45 % sind Moslems und ca. 1,5 % sind Buddhisten; der Rest entfällt auf andere Religionsgruppen (Jains, Sikhs, Christen etc.) Der männliche Bevölkerungsanteil ist ca. 5 % höher als der weibliche. Man spricht Marathi oder Hindi.

## Wirtschaft
Die Stadt Ausa ist das Zentrum eines in hohem Maße agrarisch geprägten, aber mangels Flüssen nicht bewässerten Umlands, in dem sogar Weinbau betrieben wird. Ausbleibende Regenfälle haben in den 1990er und 2000er Jahren zu einer Verarmung der Landbevölkerung geführt. 

## Geschichte
Die Ursprünge der Ansiedlung liegen im Dunkeln; eine Festung bestand wohl schon um das Jahr 1000, doch wurde sie zur Zeit des Bahmani- und des Ahmadnagar-Sultanat weiter ausgebaut. Malik Ambar eroberte das Fort um das Jahr 1600, doch wurde das Ahmednagar-Sultanat im Jahr 1633 von den Truppen des Mogulreiches besiegt. Während und nach dessen allmählichem Niedergang im 18. Jahrhundert dominierten die Marathen und schließlich die Briten die Marathwada-Region. Unter ihnen war Ausa lange Zeit die Hauptstadt eines Verwaltungsbezirks (taluka), doch wechselte diese Funktion nach der Unabhängigkeit Indiens auf das deutlich größer gewordene Latur über.

## Sehenswürdigkeiten
- Das Ausa-Fort liegt im Süden der Stadt. Seine heutige Form geht wahrscheinlich auf die Zeit der Nizam-Shahi-Sultane und ihres Wesirs und Feldherrn Malik Ambar zurück. Markant und ungewöhnlich sind die nach unten gezogenen Wehrerker der Torbastion.[3]
- Zahlreiche Tempel prägen das Ortsbild.